# Intencjonalność
Intencjonalność – aktywny stosunek umysłu do jakiegokolwiek przedmiotu. Jedno z podstawowych pojęć filozofii XX wieku, szeroko omawiane w fenomenologii Edmunda Husserla, ale również na gruncie filozofii analitycznej przez Elizabeth Anscombe czy Johna R. Searle’a.
W myśli Husserla intencjonalność odnosi się do świadomości i oznacza, iż zawsze jest ona świadomością czegoś. Świadomość jest jednocześnie ujmowaniem przedmiotu, myśleniem o nim oraz nadawaniem mu sensu, ponieważ przedmiot ujawnia się wyłącznie dzięki intencjonalnemu projektowi skierowanej ku niemu świadomości. Kategorię intencjonalności Husserl przejął od Franza Brentano, który w rozprawie Psychologia z empirycznego punktu widzenia odnowił pojęcie jeszcze scholastycznej proweniencji i uczynił je wyróżnikiem stanów mentalnych. Dla Brentano, każde zdarzenie umysłowe charakteryzowało się intencjonalnością i zarazem jedynie umysłowi ludzkiemu intencjonalność była właściwa.
W psychologii intencjonalność cechuje akt, stan lub zachowanie zamierzone świadomie.
W filozofii zagadnienie intencjonalności prowadzi do takich kwestii jak znaczenie, referencja, intensjonalność, istnienie obiektów intencjonalnych (intencjonalne nieistnienie) oraz negatywne sądy egzystencjalne.